# Pterosthetops impressus
Pterosthetops impressus är en skalbaggsart som beskrevs av Perkins och Balfour-browne 1994. Pterosthetops impressus ingår i släktet Pterosthetops och familjen vattenbrynsbaggar. Inga underarter finns listade i Catalogue of Life.